# Grb Réuniona
Grb Réuniona predstavlja otok i prekomorski departman Réunion. Ovaj grb izradio je Émile Merwart 1925. godine povodom Kolonijalne izložbe koja se trebala održati u Petite-Îleu.

## Elementi
- Gornje lijevo polje štita prikazuje planine, od kojih je jedna eruptirajući vulkan, s rimskim brojem 'MMM' (3000), koji označava približnu visinu Piton des Neiges, koja iznosi 3069 metara.
- U gornjem desnom polju prikazan je brod Saint-Alexis koji je na otok stigao 1638. godine.
- Tri ljiljana (simbol dinastije Bourbon) aludiraju na povijesno ime Réuniona, Île de Bourbon, posjeda francuske monarhije.
- Pčele u donjem desnom polju simboliziraju povijesno razdoblje otoka pod dominacijom Prvog Francuskog Carstva. Pčele su simboli koje je koristio Napoleon Bonaparte.
- Štit u sredini predstavlja francusku trobojnicu s inicijalima RF u sredini, za République Française (Francuska Republika).

## Logo
Regionalno vijeće Réuniona koristi logotip koji prikazuje stilizirani prikaz otoka s tekstom "Region Reunion". Postoje i varijante koje dodaju riječi i "Valorisons nos atouts" (Cijenimo svoje snage) na francuskom i pet obojenih kvadrata koji predstavljaju jednakost i različitost.

## Vanjske poveznice
|  | Zajednički poslužitelj ima još gradiva o temi Grb Réuniona |